# Arrêts de la Cour de justice des Communautés européennes (1964)
Pour les articles homonymes, voir Arrêts de la Cour de justice l'Union européenne.
Les arrêts de la Cour de justice de 1964 sont au nombre de trente et un.  Parmi ces arrêts se trouve l'Arrêt Costa contre ENEL dans lequel la Cour dégagea le principe de primauté du droit de l'Union.

## Sources

## Compléments